# Кюллук
Кюллук (тур. Küllük) — село в турецком иле Ыгдыр.

## География
Деревня Кюллук расположена в 15 км к северо-западу от города Ыгдыр.

## Население
Население — 903 жителей (1886). Население — 964 жителей (2019).